# Vagabond (manga)
Pour les articles homonymes, voir Vagabond.
Vagabond (バガボンド, Bagabondo) est un manga de Takehiko Inoue, prépublié dans le magazine Morning depuis 1998 et toujours en cours de parution au Japon. Plus de trente volumes ont vu le jour aux éditions Kōdansha, et ont tous été régulièrement traduits en français aux éditions Tonkam. L'histoire est basée sur le roman Musashi, de Eiji Yoshikawa.

## Synopsis
En 1600 a lieu la terrible bataille de Sekigahara, qui assied le pouvoir du shôgun Tokugawa. Parmi les combattants, Shinmen Takezo, fils d'un grand samurai, qui est prêt à tout pour survivre. Revenant à son village natal, il est rejeté par les habitants pour avoir déserté. Pourchassé, il commence alors une longue errance, avec un unique objectif : devenir le plus grand samouraï du Japon.
Vagabond est un long manga d'initiation, qui amène le héros à découvrir, à comprendre, le monde qui l'entoure et lui-même, se dédiant à la voie du sabre. Changeant son nom pour Miyamoto Musashi, il défie et affronte les plus puissants samouraïs, emporté par une spirale meurtrière, et tiraillé par son amour pour Otsu, son amie d'enfance.

## Personnages
Les présentations des personnages proviennent pour la plupart des mangas Tonkam.

### Personnages principaux
- Takezo Shinmen puis Miyamoto Musashi

Sujet de la biographie romancée d'Eiji Yoshikawa adaptée en manga par Takehiko Inoue. Son nouveau nom est composé de Miyamoto, nom du village dont il est issu et situé dans la province de Mimasaka (appelée aussi Sakushu, actuelle région d'Okayama), et de Musashi, autre lecture possible des caractères de son prénom, Takezo. Le nom complet de Musashi fut Shinmen Musashi No Kami Fujiwara No Genshin et son nom de plume Niten.
- Matahachi Hon'iden puis Kojiro Sasaki

Ami d'enfance et compagnon d'aventures de Takezo, son chemin bifurquera par la suite. Il récupérera le titre de Kojiro Sasaki en volant le diplôme d'un cadavre qu'il croit être celui de Kojiro Sasaki. Il défiera Miyamoto Musashi (Takezo Shinmen) pour avoir cru à la rumeur de sa mère en lui disant que "Elle (Otsu) et Takezo ont fui le village".
- Takuan Sōhō (1573 - 1646)

Moine bouddhiste zen, élevé au temple Sangen'in. En 1610, il est nommé au temple Daitokuji. Takuan est connu pour sa franchise et sa grande clairvoyance, qualités recherchées par de nombreuses autres personnes, que ce soit des moines, des épéistes ou même des politiciens à l'image de Tokugawa Iemitsu ou Go-Mizunoo. Takuan entretient des relations privilégiées avec divers hommes influents, comme Terumasa Ikeda ou Yagyū Munenori. Il aura d'ailleurs une correspondance avec ce dernier où leurs propos seront repris dans un traité intitulé The Unfettered Mind (l'esprit libéré). Takuan aura une grande influence sur Takezo ; c'est lui qui l'incitera à changer de patronyme, afin qu'il puisse évoluer sans contrainte. Sa tombe se trouve dans un petit cimetière de Shinagawa (sud de Tokyo).
- Otsu

Orpheline et recueillie par le temple de Shippoji à Miyamoto, elle sera d'abord fiancée à Matahachi. Mais la trahison de ce dernier et son séjour auprès du seigneur Sekishusai Yagyu permettra à la vie de la jeune femme de prendre une autre tournure.
- Jotaro

Enfant turbulent et têtu, Jotaro souhaite que Musashi devienne son maître. Malgré les réticences de ce dernier, il finira par se laisser convaincre et à permettre au jeune garçon de l'accompagner dans son voyage initiatique.

### Famille et proches
- Munisai Shinmen

Père de Takezo, son souvenir le hante. C'était jadis l'un des meilleurs épéistes de tout le Japon, de la même trempte que Kempo Yoshioka ou Munenisai Yagyu. Son prénom, Munisai, signifie "sans rival".
- Osugi

Mère de Matahachi, d'un tempérament bouillant, elle n'a de cesse de retrouver son fils et de punir Takezo qu'elle rend responsable de tous ses malheurs. Par la suite, le récit porte un doute sur le fait que, si elle l'a bien élevé, elle ne serait en réalité pas celle qui a mis Matahachi au monde.
- Heita

Petit-fils d'Osugi.
- Gon

Oncle de Matahachi, accompagnant Osugi dans sa quête et la tempérant quelque peu. D'un tempérament calme et réservé, il trouve la mort en voulant défendre son neveu.
- Oko

Voleuse, avec sa fille, d'objets pris sur les corps de combattants tués sur les champs de bataille, elle devient la maîtresse de Matahachi et prostituée à Kyoto à la maison Yomogi.
- Akemi

Fille d'Oko, elle se prostituera et deviendra l'intime de Seijuro Yoshioka.

### École Yoshioka (styleKyohachi) à Kyoto
- Kempo Yoshioka

Personnage évoqué, il est le fondateur de l'école Yoshioka, style Kyohachi. Il fut instructeur militaire des shoguns Ashikaga.
- Seijuro Yoshioka

Ainé des fils de Kempo Yoshioka, il est l'héritier légitime pour être le nouveau maître de l'école. Malgré une apparence très féminine et ses penchants pour les femmes et le saké, il n'en reste pas moins le meilleur bretteur de toute l'école sous son air insouciant. Il entretient une relation avec Akemi, la fille d'Oko. Il attaque Musashi en apprenant que celui-ci doit combattre son frère cadet Denshichiro.
- Denshichiro Yoshioka

Cadet de Seijuro, Denshichiro ne supporte pas l'insouciance de son frère et le peu d'intérêt qu'il porte à ses fonctions. Il espère pouvoir le surpasser un jour et venger ses compagnons d'armes en tuant Musashi qui avait abattu cinq élèves de l'école. Bien qu'éprouvé par la mort de son père, Denshichiro entreprit un voyage initiatique qui lui permit de croiser la route d'Ito Ittosai et de Kojiro Sasaki. Il essaya d'avoir également une rencontre avec Sekishusai Yagyu, mais ses requêtes furent toutes refusées.
- Toji Gion

Excellent bretteur, Toji Gion est également l'homme de confiance de Seijuro. D'un caractère arrogant, il veut tuer Musashi, rendu responsable de l'incendie qui détruisit l'école Yoshioka. Il alla au temple Hozoin pour traquer Musashi et s'illustra en tranchant les poignets d'un des moines. Après le duel entre Inshun et Musashi, Toji Gion se rend compte de sa propre faiblesse et quitte les lieux. Il se fit oublier pour un temps jusqu'à sa réapparition à Kyoto, un an après. Il croisa à nouveau la route de Musashi et l'attaqua en pleine rue. Il périt la gorge sectionnée.
- Ryohei Ueda

Disciple de Kempo Yoshioka, Rhohei Ueda est l'un des meilleurs élèves de l'école. Certains d'entre eux estiment d'ailleurs qu'en cas de décès des deux fils, c'est lui qui reprendrait la tête de l'école.
- Hyosuke Otaguro, Jurozaemon Miike, Kurando Kobashi et Yo'ichibe Nanpo

Autres disciples de l'école Yoshioka, présents déjà du vivant de maître Kempo. Ils font partie des dix sabres de Yoshioka comme Gion et Ueda, et restent on ne peut plus dévoués à Denshichiro pour son combat avec Musashi, jusqu'à même, pour Otaguro, sacrifier un bras durant l'exercice. Jurozaemon meurt en affrontant Kojiro Sasaki.
- Chihara, Hasuzawa, Kaji, Nimura et Takashina

Élèves de l'école Yoshioka, tués par Miyamoto lors de son premier défi à l'école tout entière.
- Kaii, Niigasa et Wakashima

Autres élèves de l'école Yoshioka.

### École Yagyu (style Shinkage)
Hidetsuna Kamiizumi : seigneur d'Ise, maitre d'In'ei et de Sekishusai Yagyu, fondateur du style Shinkage.
Hikita Bungorō : neveu et disciple de Kamiizumi.
Sekishusai Yagyu : (nom complet : Sekishusai Muneyoshi Yagyu) seigneur de Tajima, il réside au domaine de Yagyu dans le Yamato. Référence en matière d'escrime, il a pris sa retraite au moment où Musachi va chercher à le rencontrer.
Muneyori Yagyu (personnage évoqué) : 5e fils de Sekishusai, demeurant à Edo (actuelle Tokyo).
Hyogonosuke Yagyu : petit-fils de Sekishusai, qui l'initie au style Shinkage. Il est revenu voir son grand-père après avoir quitté le service de Kiyomasa Kato pour se consacrer uniquement au sabre.
Magobei Debuchi, Sukekuro Kimura, Yozo Murata et Kizaemon Shoda : occupants de divers postes militaires ou administratifs (chef de fantassins, préposé aux entrepôts, travaillant à l'écurie...), il représente à eux 4 les meilleurs disciples de Sekishusai Yagyu.
Mikimura : un homme des Yagyu, agressé par Miyamoto.

### Temple Hozoin, dépendant du monastère Kofukuji à Nara
Le jeune moine Inshun, jeune prodige qui affronte par deux fois Musashi, est le Maitre de la Seconde Generation. On peut le considérer comme le véritable chef du Temple Hozoin, car In'ei, le Maitre de la Première Génération, plus âgé (plus de 75 ans), passe son temps à cultiver les terres du temple.

### Kojiro Sasaki et ses proches
Kojiro Sasaki : est un jeune bretteur sourd recueilli par Jisai Kanemaki, Il s'initie au maniement du sabre seul, devant le refus de maître Jisai qui estime qu'un sourd ne devrait pas prendre la voie du sabre. Au fil de l'histoire, il acquiert une certaine renommée comme Sasaki Ganryû du style du rocher dont se servira Matahachi (ayant usurpé son nom à la mort de Tenki parti remettre a Kojiro son certificat du style Chujō). Kojiro s’entraîne d'abord avec son ami Tenki puis auprès de Ittosai Ito dit le « Magicien du sabre » et premier disciple de maître Kanemaki. Kojiro Sasaki croise à plusieurs reprises le chemin de Miyamoto Musashi qu'il considère comme son ami. Ito Itoosaï lui attribuera de manière arbitraire une note de 1 000 points égale à celle de Musashi censée représenter l'étendue de son habileté au sabre.
Jisai Kanemaki : Disciple du grand maître Toda Seigen, Jisai Kanemaki est un célèbre Maître épéiste du style Chujō-ryū.
Ito Ittosaï : Disciple de maître Kanemaki, de son vrai nom Ito Yogoro, dit le « Magicien du sabre » il pratique le style Ittō-ryū (ou style d'une seul sabre) Ito ittosaï s'attribue lui-même une note de 10 000 points censée représenter son habileté au sabre.
Tenki Kusanagi : Disciple de maître Kanemaki, et frère d'arme de Kojiro Sasaki, Tenki se présente à tort comme premier disciple de maître Jisai avant de rencontrer Ito Ittosaï.

### Autour des frères Tsujikaze
Tsujikazé Temma : Bandit et pillard, il est le frère ainé de Tsujikazé Kohei, il est tué par Takezo Shimnen alias Miyamoto Musashi peu de temps après la bataille de Sekigahara.
Tsujikazé Kohei : Jeune frère de Tsujikazé Temma, il jure de se venger de Miyamoto Musashi, après un affrontement avec Sasaki Kojiro, Tsujikazé Kohei se retrouve défiguré, il erre un temps à la poursuite de la mort. Il rencontre dans les montagnes un célèbre bandit, Baiken Shishido et son arme aussi célèbre que lui, la fameuse faucille à chaîne et les sbires de celui-ci. Il les tue. Gravement blessé, il est recueilli par une jeune fille qui manifestement sait également se servir de la faucille à chaîne. Elle lui enseigne le maniement de la faucille et Tsujikazé Kohei reprend le nom de Baiken Shishido. Tsujikazé Kohei est ensuite tué dans un duel avec Miyamoto Musashi.

## Manga

### Fiche technique
- Édition japonaise : Kōdansha
  - Nombre de volumes sortis : 37 (en pause depuis 2015)
  - Date de première publication : mars 1999
  - Prépublication : Weekly Morning, 1998
- Édition française : Tonkam
  - Nombre de volumes sortis : 37 (en cours)
  - Date de première publication : mars 2001
  - Format : 127 mm × 182 mm
- Autres éditions : 
  -    Editorial Ivrea
  -  Conrad Editora
  -  Egmont
  -  Elex Media Komputindo
  -  Planet Comics
  -  Evergreen
  -  Mandragora
  -  Haksan
  -  Sharp Point
  -  Nation Edutainment
  -   VIZ Media

## Distinctions
Le manga a reçu le prix du manga de son éditeur Kōdansha en 2000, catégorie Général (seinen), le grand prix du Japan Media Arts Festival catégorie « manga » la même année ainsi que le Grand prix du Prix culturel Osamu Tezuka en 2002.

### Documentation
- Paul Gravett (dir.), « De 1990 à 1999 : Vagabond », dans Les 1001 BD qu'il faut avoir lues dans sa vie, Flammarion, 2012 (ISBN 2081277735), p. 682.
- Kara, « Poor Lonesome Samouraï », BoDoï, no 42,‎ juin 2001, p. 102.